# (6448) 1991 CW
1991 سي دابليو (ويعرف أيضًا باسم (6448) 1991 سي دابليو وفق تسمية الكوكب الصغير) (بالإنجليزية: 1991 CW)‏ هو كويكب ضمن حزام الكويكبات؛ وترتيبه 6448 من حيث الاكتشاف.
اكتُشف هذا الجُرم الفلكي بواسطة تاكيشي أوراتا ‏ في 8 فبراير 1991.

## وصلات خارجية
- (6448) 1991 CW في قاعدة بيانات مختبر الدفع النفاث لأجرام النظام الشمسي الصغيرة

- الاكتشاف · مخطط المدار ·  العناصر المدارية · المعلمات المادية

- (6448) 1991 CW على موقع ويكي سكاي: DSS2, SDSS, GALEX, IRAS, Hydrogen α, X-Ray, Astrophoto, Sky Map, Articles and images